# Proculus van Verona

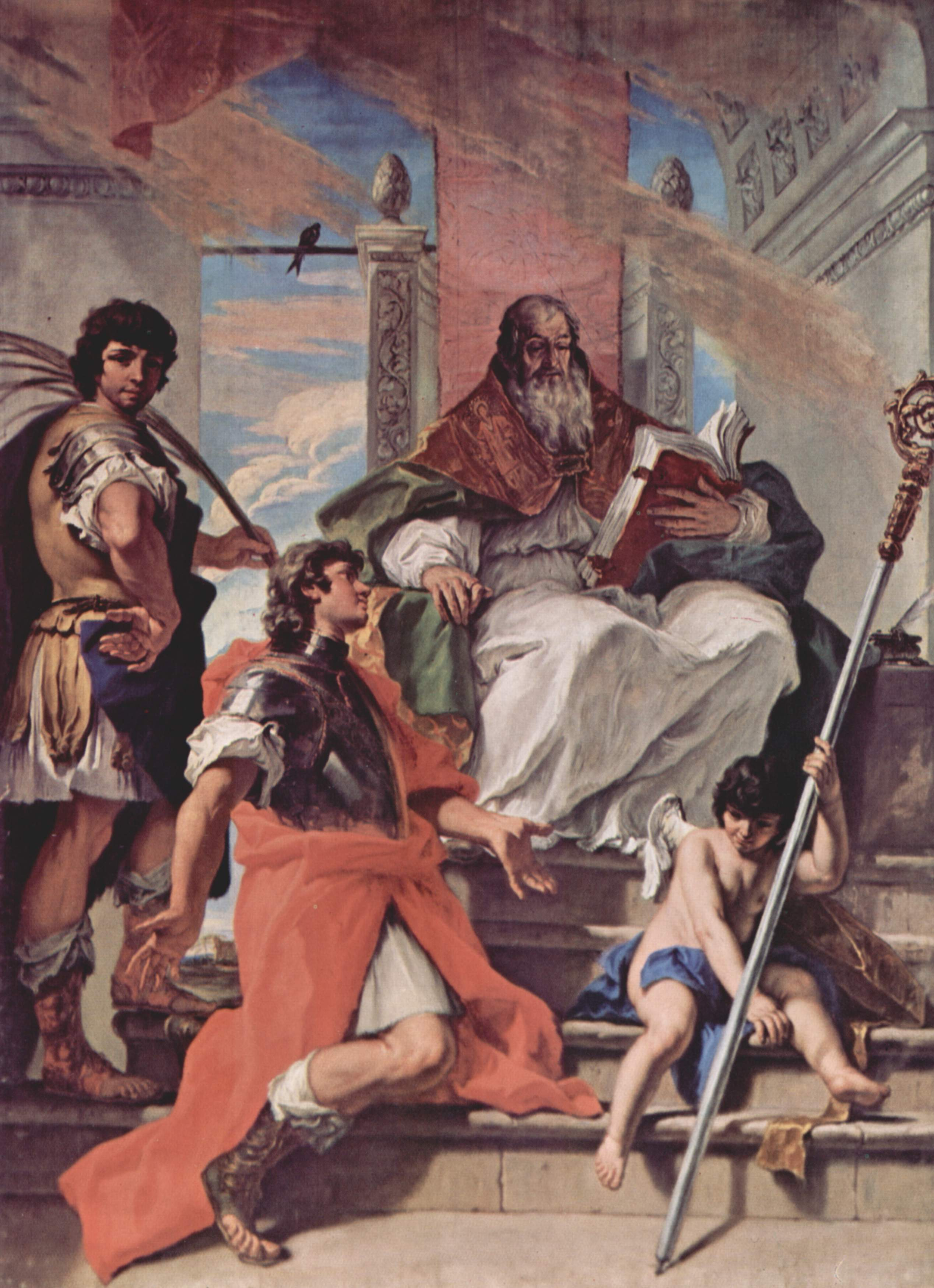
"San Procolo" (1704) van Sebastiano Ricci

Proculus van Verona (ook Prokulus, gestorven te Verona, ca. 320 n.Chr.), was de vierde bisschop van het Italiaanse Verona. Hij overleefde de christenvervolgingen onder leiding van keizer Diocletianus (284-305). Door de keizer werd hij gevangengenomen en gemarteld, waarna Proculus in verbanning werd gestuurd. Na de vervolgingen keerde hij terug. Proculus stierf enkele jaren later een natuurlijke dood.
Zijn relikwieën zijn te vinden in de Sint-Proculuskerk in het Zuid-Tirolse Naturns.

## Links
- Proculus op Heiligen.net
- St. Proculus-kerk (engels)